# 대구소프트웨어마이스터고등학교
대구소프트웨어마이스터고등학교(大邱소프트웨어마이스터高等學校)는 대한민국 대구광역시 달성군 구지면 창리에 있는 공립 고등학교이다.
학생들에게 맥북을 지급한다는 것과, 3학년 미국 실리콘벨리 연수가 가장 큰 특징이다.

## 학교 연혁
- 1952년 1월 31일 : 구지중학교 설립 인가(사립)
- 1971년 1월 1일 : 공립 구지중학교로 전환
- 1972년 3월 1일 : 구지상업고등학교 개교
- 1999년 3월 1일 : 달성정보고등학교로 교명 변경
- 1999년 9월 8일 : 대구광역시교육청 특성화고등학교로 지정
- 2014년 12월 17일 : 제10차 마이스터고 선정(미래창조과학부, 교육부)
- 2015년 1월 12일 : 소프트웨어분야 마이스터 고등학교 지정고시(대구광역시교육청)
- 2015년 12월 21일 : 대구소프트웨어고등학교로 교명 변경 고시(대구광역시교육청조례 제4796호)
- 2016년 3월 2일 : SW분야 마이스터고 대구소프트웨어고등학교 개교
- 2016년 6월 24일 : 대구소프트웨어고등학교 개교식 및 기숙사동 준공식
- 2017년 9월 1일 : 제22대 안병규 교장 부임
- 2019년 7월 17일: 2019 ASEAN 직업교육 협력사업 협력학교 선정
- 2021년 2월 5일 : 제47회 졸업식(59명, 누적 3,867명)
- 2021년 3월 1일 : 교명변경 대구소프트웨어마이스터고등학교
- 2021년 3월 2일 : 2021학년도 신입생 입학(남 52명, 여 8명 총 60명)
- 2021년 9월 1일 : 제23대 박유현 교장 부임
- 2022년 3월 2일 : 2022학년도 신입생 입학(남 63명, 여 9명 총 72명)
- 2023년 3월 2일 : 2023학년도 52회(마이스터고 8회) 신입생 입학(남 48명, 여 26명 총 74명)
- 2023년 10월 3일 : 실습동 증축 완공( 프로젝트 실습실 6개, 랩실 22개)
- 2024년 3월 2일 : 2024학년도 53회(마이스터고 9회) 신입생 입학(남 55명, 여 18명, 총 73명)
- 2025년 3월 4일 : 2025학년도 54회(마이스터고 10회) 신입생 입학(남 56명, 여 16명, 총 72명)

## 설치 학과
- 공통과정 4학급(1학년)
- 소프트웨어개발과 3학급
- 인공지능소프트웨어과 1학급
- 급변하는 소프트웨어개발 환경에 대비하기 위해 고교학점제와 연계된 5개 코스별 교육과정을 운영하고 있으며 향후 개별 맞춤형 교육과정에 기반한 학과 없는 학생 선택형 개별 개발코스 교육과정을 전국 최초로 시행할 준비 중이다.

## 중점프로그램
- 소프트웨어로 나르샤 : 실무중심 프로젝트 수업

- 매너& 애티켓 교실

- 산학겸임 교사를 통한 실무중심 교육

- 글로벌 현장 체험 학습(3학년 10명)

- 비포스쿨 : 신입생 학교 적응 프로그램

## 2025학년도 신입생 모집 기간
- 원서접수: 2024년 10월 14일 ~ 19일(4일간)

- 1차 합격자 발표: 2024년 10월 23일(수) 오전 10시
- 2차 전형: 2024년 10월 25일(금)
- 최종 합격자 발표: 2024년 10월 30일(수) 오전 10시

## 참고 자료
- 대구소프트웨어마이스터고등학교 - 한국교육학술정보원 학교알리미
- 대구소프트웨어마이스터고등학교 공식 유튜브 채널
- 도담도담 - 바인드 동아리 학생들이 직접 만든 학교 관리 시스템.
- 대구소프트웨어마이스터고등학교 공식 인스타 채널